# Крец
Крец (њем. Kretz) општина је у њемачкој савезној држави Рајна-Палатинат. Једно је од 86 општинских средишта округа Мајен-Кобленц. Према процјени из 2010. у општини је живјело 725 становника. Посједује регионалну шифру (AGS) 7137056.

## Географски и демографски подаци
Крец се налази у савезној држави Рајна-Палатинат у округу Мајен-Кобленц. Општина се налази на надморској висини од 130 метара. Површина општине износи 4,2 km². У самом мјесту је, према процјени из 2010. године, живјело 725 становника. Просјечна густина становништва износи 174 становника/km².